# Дискография Кери Хилсон
Дискография американской R&B-исполнительницы, а также автора песен Кери Хилсон включает в себя два студийных альбома, двадцать девять официальных синглов (в том числе семнадцать «как приглашённый артист»), а также тридцать один видеоклип.
Хилсон начала свою карьеру в качестве автора песен. С середины нулевых она участвовала в команде по производству и написанию песен The Clutch. Вместе они писали песни для таких артистов, как Мэри Джей Блайдж, Omarion, The Pussycat Dolls и Бритни Спирс. Дебют в качестве певицы состоялся в 2004 году с песней «Hey Now (Mean Muggin)», где Кери Хилсон выступила в качестве приглашённого артиста. Вместе с Xzibit она достигла топ-10 британского чарта. В 2006 году она подписала контракт с лейблом Mosley Music Group, созданным рэпером Тимбалэндом.
В 2007 году Хилсон приняла участие в записи сингла «The Way I Are» Тимбалэнда, который возглавил чарты по всему миру, включая Австралию, Германию, Ирландию, Норвегию и Соединённое Королевство. Свой дебютный сольный сингл «Energy» Кери выпустила в 2008 году. Её дебютный студийный альбом In a Perfect World… был выпущен через год, в марте 2009, и дебютировал под номером четыре в чарте Billboard 200, а также занял первое место в чарте Top R&B/Hip-Hop Albums. Позже альбом получил золотую сертификацию от Американской ассоциации звукозаписывающих компаний, продавшись тиражом более 500 000 копий. Ещё одна коллаборация с Тимбалэндом, трек «Return the Favor», который был выпущен в качестве второго сингла с альбома, достиг топ-20 в Ирландии и Великобритании, и топ-30 в Австрии и Германии. Следующими синглами с альбома стали песни «Turnin Me On» и «Knock You Down», последняя из которых достигла третьего места в чарте Billboard Hot 100 и первого места в чарте Hot R&B/Hip-Hop Songs. Обе песни получили платиновые сертификации в США.
Переиздание альбома In a Perfect World… включало в себя трек «I Like», который был включён в саундтрек к фильму «Красавчик 2». Песня стала очень популярна в Европе, пробившись на верхние позиции многих чартов, в России пиковой позицией для песни стала третья строчка.
Второй студийный альбом No Boys Allowed был выпущен в декабре 2010 года и дебютировал под номером одиннадцать в чарте Billboard 200 и номеpом семь в чарте Top R&B/Hip-Hop Albums. Лид-сингл альбома «Breaking Point» попал лишь в чарт R&B/Hip-Hop Songs США под номером сорок четыре. Песня «Pretty Girl Rock» была выпущена в качестве второго сингла альбома и вошла в топ-20 в Германии и Новой Зеландии, а также в топ-30 в США, Австрии и Словакии. Песня имеет платиновую сертификацию в США. «One Night Stand» при участии американского певца Криса Брауна и «Lose Control (Let Me Down)» при участием американского рэпера Нелли, были выпущены в качестве третьего и четвёртого синглов альбома соответственно.
Впервые после долгого перерыва с 2011 года певица вернулась для записи песен. В 2017 году вышел сингл исполнительницы Тайвы Хиллз «Beautiful», записанный при участии Кери Хилсон.

## Альбомы

### Студийные альбомы
| In a Perfect World...                                                              | - Выпущен: 24 марта 2009 - Лейблы: Mosley, Zone 4 - Форматы: CD, digital download                | 4  | 1 | 28 | 33 | 35 | 16 | 65 | 22 | - US: 500,000 | - RIAA: Gold - BPI: Silver |
| No Boys Allowed                                                                    | - Выпущен: 21 декабря 2010 - Лейблы: Interscope, Zone 4, Mosley - Форматы: CD, цифровая загрузка | 11 | 7 | —  | —  | 96 | —  | —  | 76 | - US: 320,000 |                            |
| Символ «—» означает, что альбом не попал в чарт или не выпускался в данной стране. |                                                                                                  |    |   |    |    |    |    |    |    |               |                            |

## Синглы

### Как главный артист
| Название                                                                          | Год  | Наивысшая позиция в чартах | Наивысшая позиция в чартах | Наивысшая позиция в чартах | Наивысшая позиция в чартах | Наивысшая позиция в чартах | Наивысшая позиция в чартах | Наивысшая позиция в чартах | Наивысшая позиция в чартах | Наивысшая позиция в чартах | Наивысшая позиция в чартах | Сертификации                                                       | Альбом              |
| Название                                                                          | Год  | US                         | US R&B                     | AUS                        | AUT                        | GER                        | IRL                        | NZ                         | NOR                        | SWI                        | UK                         | Сертификации                                                       | Альбом              |
| --------------------------------------------------------------------------------- | ---- | -------------------------- | -------------------------- | -------------------------- | -------------------------- | -------------------------- | -------------------------- | -------------------------- | -------------------------- | -------------------------- | -------------------------- | ------------------------------------------------------------------ | ------------------- |
| «Energy»                                                                          | 2008 | 78                         | 21                         | 55                         | —                          | —                          | —                          | 2                          | —                          | 64                         | 43                         | - RIANZ: Gold                                                      | In a Perfect World… |
| «Return the Favor» (при участии Тимбалэнда)                                       | 2008 | —                          | —                          | 80                         | 25                         | 21                         | 19                         | —                          | —                          | —                          | 19                         |                                                                    | In a Perfect World… |
| «Turnin Me On» (при участии Лил Уэйна)                                            | 2008 | 15                         | 2                          | —                          | —                          | —                          | —                          | 29                         | —                          | —                          | —                          | - RIAA: Platinum                                                   | In a Perfect World… |
| «Knock You Down» (при участии Канье Уэста и Ne-Yo)                                | 2009 | 3                          | 1                          | 24                         | 37                         | 30                         | 2                          | 1                          | 11                         | —                          | 5                          | - RIAA: 2× Platinum - ARIA: Gold - BPI: Platinum - RIANZ: Platinum | In a Perfect World… |
| «Make Love»                                                                       | 2009 | —                          | —                          | —                          | —                          | —                          | —                          | —                          | —                          | —                          | —                          |                                                                    | In a Perfect World… |
| «Slow Dance»                                                                      | 2009 | —                          | 49                         | —                          | —                          | —                          | —                          | —                          | —                          | —                          | —                          |                                                                    | In a Perfect World… |
| «Change Me» (при участии Эйкона)                                                  | 2009 | —                          | —                          | —                          | —                          | —                          | —                          | —                          | —                          | —                          | —                          |                                                                    | In a Perfect World… |
| «I Like»                                                                          | 2009 | —                          | —                          | —                          | 2                          | 1                          | —                          | —                          | 3                          | 5                          | 34                         | - BVMI: Platinum - IFPI SWI: Platinum                              | In a Perfect World… |
| «Breaking Point»                                                                  | 2010 | —                          | 44                         | —                          | —                          | —                          | —                          | —                          | —                          | —                          | —                          |                                                                    | No Boys Allowed     |
| «Pretty Girl Rock»                                                                | 2010 | 24                         | 4                          | 81                         | 21                         | 14                         | 50                         | 11                         | —                          | 62                         | 53                         | - RIAA: Platinum - RIANZ: Gold                                     | No Boys Allowed     |
| «One Night Stand» (при участии Криса Брауна)                                      | 2011 | —                          | 19                         | —                          | —                          | —                          | —                          | —                          | —                          | —                          | —                          |                                                                    | No Boys Allowed     |
| «Lose Control (Let Me Down)» (при участии Нелли)                                  | 2011 | —                          | 77                         | —                          | —                          | —                          | —                          | 36                         | —                          | —                          | —                          |                                                                    | No Boys Allowed     |
| Символ «—» означает, что сингл не попал в чарт или не выпускался в данной стране. |      |                            |                            |                            |                            |                            |                            |                            |                            |                            |                            |                                                                    |                     |

### Как приглашённый артист
| Название                                                                          | Год  | Наивысшая позиция в чартах | Наивысшая позиция в чартах | Наивысшая позиция в чартах | Наивысшая позиция в чартах | Наивысшая позиция в чартах | Наивысшая позиция в чартах | Наивысшая позиция в чартах | Наивысшая позиция в чартах | Наивысшая позиция в чартах | Наивысшая позиция в чартах | Сертификации                                                                                                 | Альбом                                            |
| Название                                                                          | Год  | US                         | US R&B                     | AUS                        | AUT                        | GER                        | IRL                        | NZ                         | NOR                        | SWI                        | UK                         | Сертификации                                                                                                 | Альбом                                            |
| --------------------------------------------------------------------------------- | ---- | -------------------------- | -------------------------- | -------------------------- | -------------------------- | -------------------------- | -------------------------- | -------------------------- | -------------------------- | -------------------------- | -------------------------- | --- | ------------------------------------------------- |
| «Hey Now (Mean Muggin)» (Xzibit при участии Кери Хилсон)                          | 2004 | 93                         | 52                         | 44                         | —                          | 33                         | 14                         | 21                         | —                          | 42                         | 9                          | | Weapons of Mass Destruction                       |
| «Help» (Lloyd Banks при участии Кери Хилсон)                                      | 2006 | —                          | 77                         | —                          | —                          | —                          | —                          | —                          | —                          | —                          | —                          | | Rotten Apple                                      |
| «The Way I Are» (Timbaland при участии Кери Хилсон и D.O.E.)                      | 2007 | 3                          | 59                         | 1                          | 4                          | 5                          | 1                          | 2                          | 1                          | 3                          | 1                          | - RIAA: 3× Platinum - ARIA: Platinum - BPI: Platinum - BVMI: Platinum - IFPI SWI: Platinum - RIANZ: Platinum | Shock Value                                       |
| «Good Things» (Rich Boy при участии Polow da Don и Кери Хилсон)                   | 2007 | —                          | 54                         | —                          | —                          | —                          | —                          | —                          | —                          | —                          | —                          | | Rich Boy                                          |
| «Scream» (Тимбалэнд при участии Кери Хилсон и Николь Шерзингер)                   | 2007 | —                          | —                          | 20                         | 18                         | 9                          | 10                         | 9                          | 17                         | 45                         | 12                         | | Shock Value                                       |
| «Hero» (Nas при участии Кери Хилсон)                                              | 2008 | 97                         | 82                         | —                          | —                          | —                          | —                          | —                          | —                          | 70                         | 70                         | | Untitled                                          |
| «Superhuman» (Крис Браун при участии Кери Хилсон)                                 | 2008 | —                          | —                          | 30                         | —                          | —                          | 15                         | 15                         | —                          | —                          | 32                         | - RIANZ: Gold                                                                                                | Exclusive                                         |
| «Numba 1 (Tide Is High)» (Kardinal Offishall при участии Кери Хилсон)             | 2008 | —                          | —                          | —                          | —                          | —                          | —                          | —                          | —                          | —                          | 84                         | | Not 4 Sale                                        |
| «Everything, Everyday, Everywhere» (Fabolous featuring Keri Hilson)               | 2009 | —                          | 31                         | —                          | —                          | —                          | —                          | —                          | —                          | —                          | —                          | | Loso's Way                                        |
| «Number One» (R. Kelly при участии Кери Хилсон)                                   | 2009 | 59                         | 8                          | —                          | —                          | —                          | —                          | —                          | —                          | —                          | 190                        | | Untitled                                          |
| «She Don’t Wanna Man» (Asher Roth при участии Кери Хилсон)                        | 2009 | —                          | —                          | —                          | —                          | —                          | —                          | —                          | —                          | —                          | 156                        | | Asleep in the Bread Aisle                         |
| «Medicine» (Plies при участии Кери Хилсон)                                        | 2009 | —                          | 47                         | —                          | —                          | —                          | —                          | —                          | —                          | —                          | —                          | | Goon Affiliated                                   |
| «Hold My Hand» (Sean Paul при участии Кери Хилсон)                                | 2009 | —                          | —                          | —                          | —                          | 60                         | —                          | —                          | —                          | 37                         | —                          | | Imperial Blaze                                    |
| «Million Dollar Girl» (Dwaine при участии Diddy, Trina и Кери Хилсон)             | 2010 | —                          | 61                         | —                          | —                          | —                          | —                          | —                          | —                          | —                          | —                          | | Amazin'                                           |
| «Got Your Back» (T.I. при участии Кери Хилсон)                                    | 2010 | 38                         | 10                         | —                          | —                          | —                          | 33                         | —                          | —                          | —                          | 45                         | - RIAA: Gold                                                                                                 | No Mercy                                          |
| «Oh Africa» (Эйкон при участии Кери Хилсон)                                       | 2010 | —                          | —                          | —                          | —                          | —                          | —                          | —                          | —                          | 52                         | 56                         | | Listen Up! The Official 2010 FIFA World Cup Album |
| «In the Air» (Chipmunk при участии Кери Хилсон)                                   | 2011 | —                          | —                          | —                          | —                          | —                          | —                          | —                          | —                          | —                          | 33                         | | Transition                                        |
| «Beautiful» (Тайва Хиллз при участии Кери Хилсон)                                 | 2017 | —                          | —                          | —                          | —                          | —                          | —                          | —                          | —                          | —                          | —                          | | TBA                                               |
| Символ «—» означает, что сингл не попал в чарт или не выпускался в данной стране. |      |                            |                            |                            |                            |                            |                            |                            |                            |                            |                            | |                                                   |

## Несингловые песни, попавшие в чарты
| «Turn My Swag On» (Remix)                                                         | 2009 | —  | 66 | —  | —  | Non-album song      |
| «Get Your Money Up» (при участии Кейшы Коул и Trina)                              | 2009 | —  | 83 | —  | —  | In a Perfect World… |
| «Liv Tonight» (Нелли при участии Кери Хилсон)                                     | 2010 | 75 | —  | 39 | 54 | 5.0                 |
| Символ «—» означает, что сингл не попал в чарт или не выпускался в данной стране. |      |    |    |    |    |                     |

## Участие в других песнях
| Название                                                           | Год  | Альбом               |
| ------------------------------------------------------------------ | ---- | -------------------- |
| «After Love» (Diddy при участии Кери Хилсон)                       | 2006 | Press Play           |
| «Lost Girls» (Rich Boy при участии Rock City и Кери Хилсон)        | 2007 | Rich Boy             |
| «Miscommunication» (Тимбалэнд при участии Кери Хилсон и Sebastian) | 2007 | Shock Value          |
| «Hello» (Тималэнд при участии Кери Хилсон и Attitude)              | 2007 | Shock Value          |
| «All Eyes on Me» (Clipse при участии Кери Хилсон)                  | 2009 | Til the Casket Drops |
| «The One I Love» (Тимбалэнд при участии D.O.E. и Кери Хилсон)      | 2009 | Shock Value II       |
| «Don’t Look Now» (Far East Movement при участии Кери Хилсон)       | 2010 | Free Wired           |
| «Liv Tonight» (Nelly featuring Keri Hilson)                        | 2010 | 5.0                  |
| «World Cry» (Lloyd при участии R. Kelly, Кери Хилсон и K'naan)     | 2011 | King of Hearts       |
| «Never Let Go» (Anthony Hamilton при участии Кери Хилсон)          | 2011 | Back to Love         |

| Название       | Год  | Фильм               |
| -------------- | ---- | ------------------- |
| «Hands & Feet» | 2005 | «Микс»              |
| «Freedom Ride» | 2012 | «Думай как мужчина» |

## Видеография

### Музыкальные видео
| Название                                           | Год  | Режиссёр        |
| -------------------------------------------------- | ---- | --------------- |
| «Energy»                                           | 2008 | Мелина Мацукас  |
| «Return the Favor» (при участии Тимбалэнда)        | 2008 | Мелина Мацукас  |
| «Turnin Me On» (при участии Лил Уэйна)             | 2008 | Эрик Уайт       |
| «Make Love»                                        | 2009 | Мэтт Барнес     |
| «Knock You Down» (при участии Канье Уэста и Ne-Yo) | 2009 | Крис Робинсон   |
| «Slow Dance»                                       | 2009 | Пол Хантер      |
| «I Like»                                           | 2009 | Аарон Плэтт     |
| «Breaking Point»                                   | 2010 | Брайан Барбер   |
| «Pretty Girl Rock»                                 | 2010 | Джозеф Кан      |
| «The Way You Love Me» (при участии Рика Росса)     | 2010 | Лауриенн Гибсон |
| «One Night Stand» (при участии Криса Брауна)       | 2011 | Колин Тилли     |
| «Lose Control» (при участии Нелли)                 | 2011 | Колин Тилли     |

| Название                                           | Год  | Режиссёр        |
| -------------------------------------------------- | ---- | --------------- |
| «Hey Now (Mean Muggin)» (with Xzibit)              | 2004 | Бенни Бум       |
| «Help» (с Ллойдом Бэнксом)                         | 2006 | неизвестен      |
| «The Way I Are» (с Тимбалэндом и D.O.E.)           | 2007 | Шейн Дрейк      |
| «Good Things» (с Rich Boy и Polow da Don)          | 2007 | Ulysses Terrero |
| «Scream» (с Тимбалэндом и Николь Шерзингер)        | 2007 | Джастин Францис |
| «Love in This Club» (камео)                        | 2008 | Братья Штраусс  |
| «Hero» (с Nas)                                     | 2008 | Taj             |
| «Superhuman» (с Крисом Брауном)                    | 2008 | Эрик Уайт       |
| «Numba 1 (Tide Is High)» (с Kardinal Offishall)    | 2008 | Джил Грин       |
| «Miss Independent» (камео)                         | 2008 | Крис Робинсон   |
| «Number One» (с R. Kelly)                          | 2009 | Крис Робинсон   |
| «She Don’t Wanna Man» (с Ашером Ротом)             | 2009 | Джонатан Лиа    |
| «Medicine» (с Plies)                               | 2009 | Yolande Geralds |
| «Everything, Everyday, Everywhere» (with Fabolous) | 2009 | Эрик Уайт       |
| «Million Dollar Girl» (с Trina и Diddy)            | 2010 | Джил Грин       |
| «Oh Africa» (с Эйконом)                            | 2010 | Джил Грин       |
| «Got Your Back» (с T.I.)                           | 2010 | неизвестен      |
| «Yo Side of the Bed» (камео)                       | 2010 | Yolande Geralds |
| «In the Air» (с Chipmunk)                          | 2011 | Колин Тилли     |
| «Beautiful» (с Тайвой Хиллз)                       | 2017 | неизвестен      |